# Caso Baker v. Nelson
Richard John Baker v. Gerald R. Nelson (1971) foi um caso em que a Suprema Corte de Minnesota decidiu que a interpretação de uma lei que restringia as licenças de casamento a casais de sexos opostos "não violava" a Constituição dos Estados Unidos. Baker recorreu da decisão e, em 10 de outubro de 1972, a Suprema Corte dos EUA rejeitou o recurso "por falta de uma questão federal substancial".
Como o caso chegou à Suprema Corte por meio de revisão obrigatória de apelação (e não por certiorari), a rejeição foi considerada uma decisão sobre o mérito e estabeleceu Baker v. Nelson como precedente, embora a extensão de seu efeito tenha sido objeto de debate. Em maio de 2013, o estado de Minnesota legalizou o casamento entre pessoas do mesmo sexo, que passou a vigorar em 1º de agosto de 2013. Em 26 de junho de 2015, a Suprema Corte dos EUA anulou explicitamente o precedente de Baker em Obergefell v. Hodges, tornando o casamento entre pessoas do mesmo sexo legal em todo o país.

## Fatos e julgamento
Em 18 de maio de 1970, os ativistas James Michael McConnell, bibliotecário, e Richard John Baker, estudante de direito na Universidade de Minnesota, no campus de Minneapolis, solicitaram uma licença de casamento na cidade. Gerald Nelson, escrivão do Tribunal Distrital do Condado de Hennepin, negou o pedido com o argumento de que ambos eram do mesmo sexo. O casal então entrou com uma ação no tribunal distrital, buscando obrigar Nelson a emitir a licença.
O casal argumentou inicialmente que seu pedido de licença de casamento não deveria ser considerado proibido. No entanto, caso o tribunal interpretasse os estatutos como exigindo casais de sexos diferentes, Baker sustentou que essa interpretação violaria várias disposições da Constituição dos Estados Unidos, incluindo:
- A Primeira Emenda (liberdade de expressão e associação);[11]
- A Oitava Emenda (proibição de punição cruel e incomum);[12]
- A Nona Emenda (direito implícito à privacidade);[13]
- A Décima Quarta Emenda (direito fundamental ao casamento sob a Cláusula do Devido Processo Legal [en] e discriminação baseada no sexo, em violação à Cláusula de Proteção Igualitária).[14]

O tribunal de primeira instância rejeitou as alegações do casal e determinou que Nelson não emitisse a licença de casamento.

## Apelação à Suprema Corte de Minnesota
O casal apelou da decisão do tribunal distrital para a Suprema Corte de Minnesota [en]. A Corte ouviu os argumentos orais do caso em 21 de setembro de 1971. Durante a sustentação, enquanto o advogado de Baker e McConnell apresentava seu caso, o juiz Fallon Kelly virou sua cadeira, literalmente dando as costas ao advogado. Além disso, durante a argumentação oral, os juízes não fizeram nenhuma pergunta ao advogado de Baker e McConnell nem ao procurador assistente do condado, que representava o escrivão.
Em um breve parecer, emitido em 15 de outubro de 1971, de autoria do juiz C. Donald Peterson, a Suprema Corte de Minnesota confirmou por unanimidade a decisão do tribunal de primeira instância. Com base no uso comum do termo “casamento” e nas referências de gênero em outras partes do mesmo capítulo, a Corte concluiu que os estatutos proibiam o casamento entre pessoas do mesmo sexo. A Corte argumentou que essa restrição não violava a Cláusula do Devido Processo Legal, pois a procriação e a criação de filhos eram fundamentais para a proteção constitucional do casamento.
Quanto à alegação de violação da Cláusula de Proteção Igualitária, a Suprema Corte considerou que os casamentos sem filhos apresentavam apenas uma imperfeição teórica na justificativa do estado para limitar o casamento a casais de sexos diferentes. A Corte também concluiu que a confiança dos requerentes na recente decisão da Suprema Corte dos EUA no caso Loving v. Virginia, que declarou inconstitucional a proibição de casamentos inter-raciais, não se aplicava ao caso em questão. A Corte destacou que, "em termos de senso comum e em um sentido constitucional, há uma clara distinção entre uma restrição matrimonial baseada meramente em raça e uma baseada na diferença fundamental de sexo."
A Corte reconheceu que a concordância do juiz Goldberg em Griswold v. Connecticut, que argumentou que a criminalização da posse de contraceptivos violava o direito à privacidade conjugal, encontrava apoio na Nona Emenda. No entanto, a Corte distinguiu Griswold e concluiu que não havia autoridade para afirmar que a Nona Emenda se aplicava obrigatoriamente aos estados. A Suprema Corte indeferiu as reivindicações dos autores sob a Primeira e a Oitava Emendas sem discussão adicional.

## Apelação à Suprema Corte dos EUA
Baker e McConnell apelaram da decisão do tribunal de Minnesota para a Suprema Corte dos EUA. Eles argumentaram que a lei de casamento, conforme interpretada, violava três direitos: restringia seu direito fundamental de se casar, de acordo com a Cláusula do Devido Processo Legal da Décima Quarta Emenda; discriminava com base no gênero, em contrariedade à Cláusula de Proteção Igualitária da Décima Quarta Emenda; e os privava dos direitos de privacidade, conforme garantido pela Nona Emenda da Constituição dos Estados Unidos.
Em sua "Moção para rejeitar a apelação e o resumo", o procurador do condado de Hennepin argumentou corretamente que a licença de casamento já emitida tornava o caso irrelevante. Em 10 de outubro de 1972, a Suprema Corte dos EUA respondeu com uma ordem de uma frase: “O recurso é indeferido por falta de uma questão federal substancial.”
Na maioria dos casos apresentados à Suprema Corte dos EUA, a recusa da Corte em ouvir o caso não implica um endosse da decisão inferior. No entanto, como este caso chegou à Suprema Corte por meio de revisão obrigatória de apelação, a rejeição sumária foi considerada uma decisão sobre os méritos do caso. Como precedente vinculante, Baker impediu que os tribunais inferiores chegassem a uma conclusão contrária quando confrontados com a mesma questão que a Corte havia decidido ao rejeitar o recurso.

## Aplicação do precedenteBaker
Ao lidar com precedentes como o Baker, as instâncias inferiores podem precisar interpretar decisões sumárias de maneira que nem sempre é clara. No entanto, a Suprema Corte estabeleceu algumas regras para orientar as instâncias inferiores na aplicação restrita dessas disposições sumárias:
1. Os fatos do caso potencialmente vinculante não devem apresentar diferenças legalmente significativas em relação ao caso em consideração.
2. O precedente vinculante abrange apenas as questões apresentadas à Corte, não o raciocínio contido na decisão do tribunal inferior.
3. Das questões apresentadas, apenas aquelas que foram necessariamente decididas pela Corte ao rejeitar o controle do caso.
4. Desenvolvimentos subsequentes da Corte sobre as doutrinas relevantes podem gerar dúvidas sobre a validade contínua de um julgamento sumário.

Nos anos seguintes, a maioria dos juízes que analisaram reivindicações semelhantes às de Baker concluiu que os desenvolvimentos posteriores tornaram Baker menos autoritário. Durante a argumentação oral de 2013 no caso  Hollingsworth v. Perry, a juíza associada da Suprema Corte dos EUA, Ruth Bader Ginsburg, resumiu sua visão sobre Baker: “A Suprema Corte ainda não havia decidido que as classificações baseadas em gênero recebiam qualquer tipo de escrutínio mais rigoroso. E a conduta íntima entre pessoas do mesmo sexo era considerada crime em muitos estados em 1971, portanto, não acho que possamos extrair muito de Baker v. Nelson”.

Após a decisão da Suprema Corte em junho de 2013 no caso United States v. Windsor, que declarou inconstitucional a disposição da Lei de Defesa do Casamento que proibia o reconhecimento pelo governo federal de casamentos entre pessoas do mesmo sexo, nenhum Tribunal de Apelação dos EUA considerou que Baker controlava casos que desafiavam proibições estaduais de casamento entre pessoas do mesmo sexo, até 6 de novembro de 2014. Nesse dia, o Tribunal de Apelação do Sexto Circuito decidiu que Baker impedia a consideração de vários casos semelhantes provenientes de Kentucky, Michigan, Ohio e Tennessee. O autor do parecer, juiz Jeffrey Sutton, argumentou que Windsor não contradizia Baker de forma alguma: “Windsor invalidou uma lei federal que se recusava a respeitar as leis estaduais que permitiam o casamento gay, enquanto Baker defendia o direito dos Estados de definir o casamento como bem entendessem.” Ele escreveu em  DeBoer v. Snyder:
Não importa se achamos que a decisão [em Baker] estava certa em sua época, se continua certa hoje ou se será seguida pela Suprema Corte no futuro. Somente a Suprema Corte pode revogar seus próprios precedentes, e nós permanecemos vinculados até mesmo por suas decisões sumárias [....]. A Suprema Corte ainda não nos informou que não estamos, e não temos licença para nos envolver em um jogo de adivinhação sobre se a Suprema Corte mudará de ideia ou, mais agressivamente, para assumir a autoridade para revogar Baker nós mesmos.
Por outro lado, a juíza Martha Craig Daughtrey discordou da decisão do tribunal de que Baker era um precedente obrigatório. Ela escreveu:
E, embora o argumento [precedente Baker] tenha sido vigorosamente pressionado pelos proponentes da DOMA em seu resumo para a Suprema Corte em Windsor, nem o juiz Kennedy em sua opinião para o tribunal nem qualquer um dos quatro juízes dissidentes em suas três opiniões separadas mencionaram Baker.
O valor precedente de Baker foi objeto de disputas contínuas em outros circuitos. No Primeiro Circuito, uma decisão de outubro de 2014 de um tribunal distrital rejeitou uma contestação semelhante à proibição do casamento entre pessoas do mesmo sexo em Porto Rico, afirmando que o Primeiro Circuito havia “reconhecido expressamente - há apenas dois anos - que Baker continua sendo um precedente obrigatório” em  Massachusetts v. United States Department of Health and Human Services. Também houve opiniões divergentes nos Tribunais de Apelação dos EUA para o Quarto e Décimo Circuitos em 2014, que consideraram Baker vinculante.

### Obergefell v. Hodges
Em 26 de junho de 2015, a Suprema Corte dos EUA anulou Baker em Obergefell v. Hodges. Nessa decisão, o juiz Anthony Kennedy escreveu:
 A Suprema Corte agora afirma que casais do mesmo sexo podem exercer o direito fundamental de se casar. Essa liberdade não pode mais ser negada a eles. Baker v. Nelson deve ser e agora é anulado, e as leis estaduais contestadas pelos peticionários nesses casos são agora consideradas inválidas na medida em que excluem casais do mesmo sexo do casamento civil nos mesmos termos e condições que os casais do sexo oposto.

## Requerentes

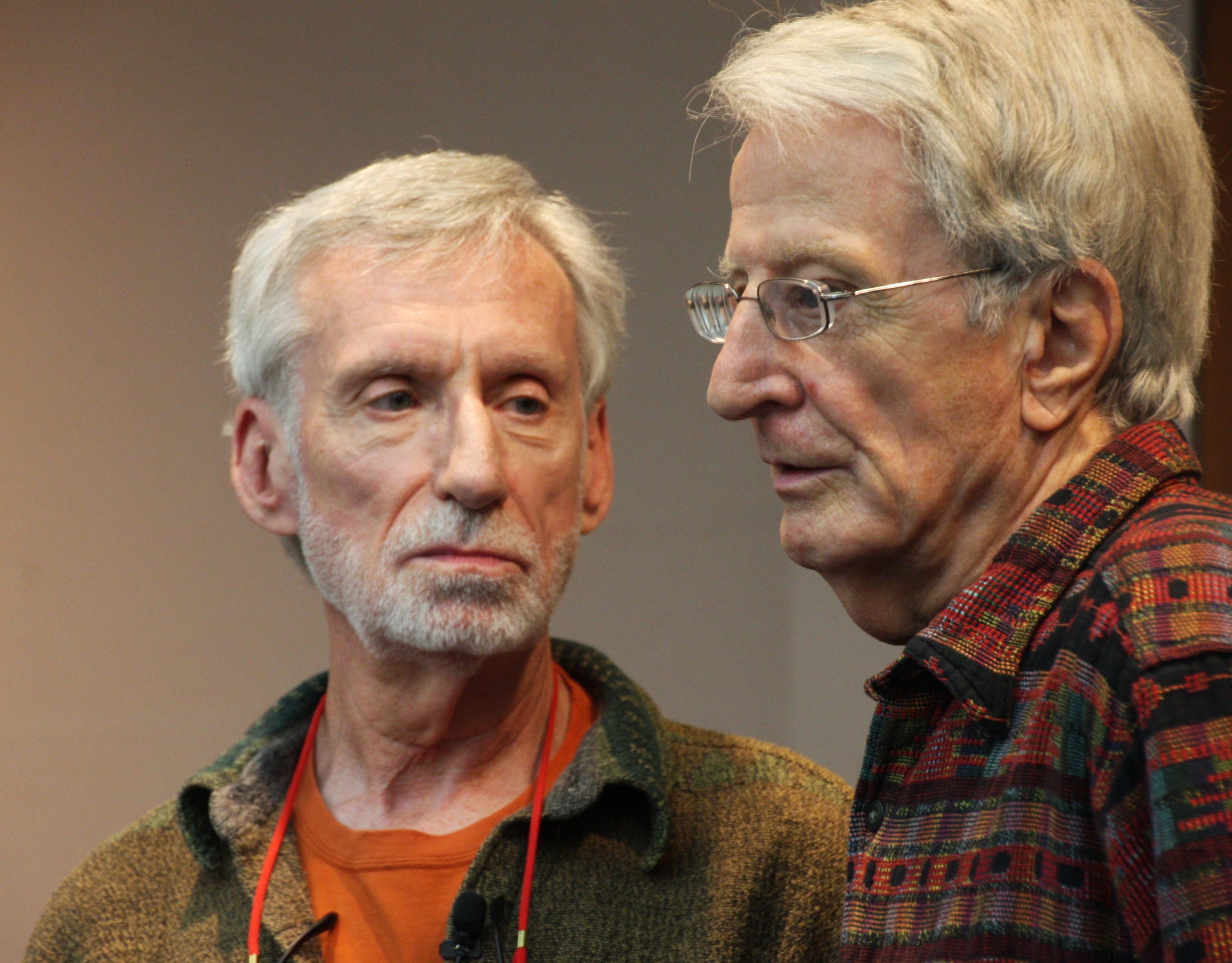
Mike McConnell e Jack Baker (à dir.) em 2016..

Durante o andamento do caso, os demandantes Michael McConnell e Jack Baker conseguiram uma licença de casamento no Condado de Blue Earth, Minnesota, e retornaram a Minneapolis, onde se casaram em 3 de setembro de 1971, por um ministro da Igreja Metodista Unida da Avenida Hennepin.
Em maio de 2015, ambos estavam aposentados e viviam como um casal em Minneapolis. Em uma entrevista de 2016, Baker revelou que algumas batalhas legais ainda estavam em andamento. Em 2018, o juiz-chefe assistente Gregory Anderson determinou que “O casamento é declarado válido em todos os aspectos”.